# Rutilia nana
Rutilia nana är en tvåvingeart som först beskrevs av Günther Enderlein 1936.  Rutilia nana ingår i släktet Rutilia och familjen parasitflugor. Inga underarter finns listade i Catalogue of Life.